# Tour des Flandres 1956
Le Tour des Flandres 1956 est la 40e édition du Tour des Flandres. La course a lieu le 2 avril 1956, avec un départ à Gand et une arrivée à Wetteren sur un parcours de 238 kilomètres. 
Le vainqueur final est le coureur français Jean Forestier, qui s’impose en solitaire à Wetteren. Les Belges Stan Ockers et Leon van Daele complètent le podium. 

## Classement final
|    | Coureur             | Pays     | Équipe                    | Temps           |
| -- | ------------------- | -------- | ------------------------- | --------------- |
| 1  | Jean Forestier      | France   | Follis-Dunlop             | 6 h 09 min 00 s |
| 2  | Stan Ockers         | Belgique | Elve-Peugeot              | + 9 s           |
| 3  | Leon van Daele      | Belgique | Bertin                    |                 |
| 4  | Rik Van Steenbergen | Belgique | Elve-Peugeot              |                 |
| 5  | Lucien Mathys       | Belgique | Groene Leeuw              |                 |
| 6  | Germain Derycke     | Belgique | Van Hauwaert-Faema-Guerra |                 |
| 7  | André Vlayen        | Belgique | Elve-Peugeot              |                 |
| 8  | Briek Schotte       | Belgique | Faema                     |                 |
| 9  | Ernest Sterckx      | Belgique | Elve-Peugeot              |                 |
| 10 | Jan Zagers          | Belgique | Libertas                  |                 |